# Karls-Universität Aschaffenburg
Die Karls-Universität Aschaffenburg ist eine ehemalige Universität in Aschaffenburg. Im Zuge der Napoleonischen Neuordnung der rechtsrheinischen Gebiete mittels der Rheinbundakte wurde sie 1808 durch Karl Theodor von Dalberg als Fürstlich Primatische und Erzbischöflich Regensburgische Universität zu Aschaffenburg im neugebildeten Staat des Fürstprimas gegründet.
Bereits 1809 folgte die Umbenennung in Karls-Universität Aschaffenburg.
Die Karls-Universität bestand auch nach der Aberkennung des Universitätsstatus 1818 in umgewandelter Form als  Bayerisches Lyzeum Aschaffenburg, einer hochschulgleichen Einrichtung des Königreich Bayerns bis 1873 fort.

## Entstehung
1798 wurde zunächst die Aschaffenburger Akademie der Wissenschaft ins Leben gerufen. 1808 entstand dann die Karls-Universität als Ersatz für die 1798 liquidierte Universität Mainz, denn als Mainz 1797 französische Stadt wurde, ergriffen viele Professoren die Flucht, allen voran die Juristen, gefolgt von Philosophen und Theologen. Aschaffenburg, die Sommerresidenz des Mainzer Erzbischofs, bot sich als Ziel an. Als Dalberg 1802 zum Erzbischof und Kurfürsten von Mainz gewählt wurde, sammelte er in seiner Residenz Aschaffenburg die vertriebenen Professoren und Studenten, um sich und gründete schließlich 1808 in aller Form die Fürstlich Primatische und Erzbischöflich Regensburgische Universität zu Aschaffenburg.

## Reputation
Die Universität genoss durch Dalberg einen exzellenten Ruf. Nach dem Ende des Heiligen Römischen Reiches Deutscher Nation wurde Dalberg Fürstprimas (Vorsitzender Fürst) des Rheinbundes und sein Staatsgebiet bzw. seine Universität infolgedessen Fürstprimatischer Staat und Fürstprimatische Universität.
Dem Studium kam zugute, dass Dalberg als Staatsoberhaupt, politischer Schirmherr und Universitätspräsident neben einem besonderen Interesse an einer hohen Qualität der Lehre auch die notwendige praktische Erfahrung mitbrachte. An der Julius-Maximilians-Universität Würzburg war er bereits Universitätspräsident sowie an der Erfurter Universität Erzkanzler gewesen.,
Schon aus der Entstehungsgeschichte mit der Aufnahme der in Mainz vertriebenen Professoren und Studenten wird ersichtlich, dass die Aschaffenburger Universität keine Kaderschmiede des Bonapartismus war. Im Gegenteil: grundsolide und doch aufgeklärt wie ihr Schöpfer Dalberg war auch seine Universität. Dalberg hatte aber seinen Staat nach französischem Muster organisiert. Dies trug der Juristenfakultät, die die staatlichen Führungskräfte ausbildete, dennoch den Franzosen-Ruf ein, was maßgeblich zur Schließung der juristischen Fakultät als erste bayerische Maßnahme 1814 führte.,

## Fakultative Ausgestaltung
1808 wurde die Karls-Universität mit theologischer, juristischer und philosophischer Fakultät gegründet.
Bereits Ende 1808 ging die theologische,  Fakultät in das Priesterseminar über.
Nach der Reorganisation des Unterrichtswesens des Großherzogtums Frankfurt nach französischem Muster, wurde Aschaffenburg 1812 Landesuniversität mit Teileinrichtungen an mehreren Orten.
1814, nachdem Aschaffenburg bayerisch geworden war, wurde die juristische Fakultät geschlossen.
1818 wurde der Rest der Universität in ein bayerisches Lyzeum als hochschulgleiche Einrichtung umgewandelt.
1824 wurde nunmehr die theologische Fakultät an die Ludwig-Maximilian-Universität nach Würzburg verlegt.
1873 wurde die einzig verbliebene, philosophische Fakultät der Hochschule auf königliches Dekret vom 1. Oktober 1872 hin, geschlossen.

## Herabstufung der Universität
Als Handlanger Napoleons bei der Zerstörung des Heiligen Römischen Reichs Deutscher Nation ging Dalberg in die öffentliche Meinung des 19. und der ersten Hälfte des 20. Jahrhunderts ein. Während Dalbergs Kollegen im Rheinbund, an der Spitze die neuen Könige von Napoleons Gnaden in Bayern und Württemberg, rechtzeitig die Front gewechselt hatten, musste Dalberg 1814 alleine die Rolle des Sündenbocks für die napoleonischen Verirrungen der Deutschen spielen, mit der Aura des Vaterlandsverräters. Sein Primatialstaat, das Großherzogtum Frankfurt, mit dem Fürstentum Aschaffenburg, wurde aufgelöst. Infolgedessen wurde auch seine Karls-Universität in ein bayerisches Lyzeum umgewandelt.

## Persönlichkeiten der Universität
- Josef Vitalian Lomberg (1739–1805), Rechtswissenschaftler und römisch-katholischer Geistlicher, ab 1805 Professor für Staatsrecht
- Franz Moritz Bachmann (1748–1809), Jurist
- Johann Ludwig Koch (1772–1853), Geistlicher, Politiker, Kirchenrechtler und Bibliothekar, von 1807 bis 1815 Professor an der theologischen und juristischen Fakultät, Richter am geistlichen Gericht
- Johann Josef Ignaz von Hoffmann (1777–1866), Mathematiker, Rektor der philosophischen Lehranstalt
- Maurus Hagel (1780–1842), Theologe, 1823/1824 Professor der Dogmatik am Lyzeum
- Jonathan Michael Athanasius Löhnis (1788–1855), katholischer Theologe und Geistlicher, studierte in Aschaffenburg, Dozent ab 1813, später Professor der Theologie
- Franz Josef Hermann Reuter (1799–1873)[5], deutscher Klassischer Philologe